# 畹町口岸
畹町口岸是中华人民共和国云南省的一个国家一类公路口岸，位于德宏傣族景颇族自治州瑞丽市畹町镇，对接缅甸掸邦木姐县棒赛镇九谷口岸。

## 历史
畹町在20世纪前期是滇缅边境重镇，滇缅公路在此进入中国，抗日战争时期有大批盟军物资自畹町输入。1937年，腾越海关在畹町设立支关，1945年光复后升格为分关:369。中华人民共和国成立后，1951年8月，畹町分关随腾越海关一起并入昆明海关，仍为畹町分关:369。1951年10月，成立云南省边防局畹町边防检查站，1953年改称中华人民共和国畹町边防检查站（团级）:385，现称云南出入境边防检查总站畹町出入境边防检查站。1952年8月17日，中央人民政府政务院批准畹町为首批一类口岸:608。1999年，畹町市并入瑞丽市，畹町口岸仍为国家一类口岸:103。

## 通道
畹町口岸辖区范围内有三条通道：畹町桥通道位于畹町城区，对接缅甸九谷桥通道，为两国正式对外开放通道；芒满通道位于混板，对接缅甸暖允通道（又称金三角口岸贺弄通道），为临时对外开放通道；芒棒通道位于芒棒，对接缅甸澡堂河通道，为非指定性边民通道。芒满通道自2013年起，多次获国务院批准临时对外开放，德宏州正在推进畹町芒满和九谷贺弄通道对等正式开放工作。

## 进出口物资
畹町口岸为中缅边境重要货物通道，主要从缅进口粮食、水果、食用水生动物、冰鲜水产品。冬季是缅甸西瓜的上市季节，大量反季西瓜自畹町口岸输入中国，畹町是中国最大的西瓜进口陆路口岸之一，中国冬季的反季西瓜80%从瑞丽进口，大部分来自畹町口岸。

## 统计数据
| 年份 | 货运量（万吨） | 客运量（万人次） | 交通工具（辆） | 参考 |
| ---- | -------------- | ---------------- | -------------- | ---- |
| 2011 | 12.06          | 56.22            | 215,220        | :443 |
| 2012 | 13.11          | 65.08            | 162,184        | :539 |
| 2013 | 17.76          | 84.09            | 235,921        | :574 |
| 2014 | 17.31          | 109.58           | 343,722        | :623 |
| 2015 | 16.44          | 122.17           | 328,022        | :606 |
| 2016 | 19.50          | 138.80           | 355,410        | :616 |
| 2017 | 31.0946        | 90.1637          | 436,736        | :618 |
| 2018 | 22.24          | 104.72           | 174,379        | :596 |